# 朱紅平鮋
朱紅平鮋為輻鰭魚綱鮋形目鮋亞目平鮋科的其中一種，為深海魚類，分布於東太平洋加拿大卑詩省夏洛特皇后群島至墨西哥下加利福尼亞海域，棲息深度15-274公尺，本魚體暗紅色，側邊具有灰色色斑，嘴與鰭紅色，鰭通常有黑色邊緣，下頜粗糙、有鱗，背鰭硬棘13枚;背鰭軟條13-15枚;臀鰭硬棘3枚;臀鰭軟條 7枚，體長可達91公分，棲息在岩石底質底層水域，卵胎生，生活習性不明，可做為食用魚、觀賞魚。